# Calathusa tenera
Calathusa tenera är en fjärilsart som beskrevs av Walker 1865. Calathusa tenera ingår i släktet Calathusa och familjen trågspinnare. Inga underarter finns listade i Catalogue of Life.